# Мишинци (Дервента)
Мишинци (серб. Мишинци, хорв. Mišinci) — населенный пункт (деревня) в общине Дервента, который принадлежит энтитету Республике Сербской, Босния и Герцеговина. По результатам югославской переписи населения 1991 года в Мишинцах проживало 1445 человек.

## Население
В населении деревни преобладают хорваты, лица сербской национальности также составляют значительную часть населения.
| 1991                           | - | - | - | - | - | - |
| ------------------------------ | - | - | - | - | - | - |
| 1445                           | - | - | - | - | - | - |
| Гистограмма динамики населения |   |   |   |   |   |   |

### Национальный состав
1991 год:
- сербы — 463 человека (32,04 %);
- хорваты — 953 человека (65,95 %);
- югославы — 16 человек (1,10 %);
- мусульмане — 0 человек (0,00 %);
- другие — 13 человек (0,89 %).